# Portulaca kermesina
Portulaca kermesina är en portlakväxtart som beskrevs av N. E. Brown. Portulaca kermesina ingår i släktet portlaker, och familjen portlakväxter. Utöver nominatformen finns också underarten P. k. lutea.